# Apterostigma bolivianum
Apterostigma bolivianum é uma espécie de inseto do gênero Apterostigma, pertencente à família Formicidae.